# Szymon Krasicki
Szymon Krasicki (ur. 29 grudnia 1936 w Poznaniu) – polski trener biegów narciarskich, nauczyciel akademicki, doktor habilitowany nauk o kulturze fizycznej.

## Życiorys
Urodził się 29 grudnia 1936 w Poznaniu. Jego ojciec Władysław zginął w 1942 w KL Auschwitz. W 1950 z matką i rodzeństwem przeniósł się do Zakopanego, gdzie w 1955 ukończył Liceum Ogólnokształcące im. Oswalda Balzera. Studiował na Akademii Wychowania Fizycznego w Warszawie, następnie w Wyższej Szkole Wychowania Fizycznego w Krakowie, którą ukończył w 1962. W trakcie studiów wyższych wziął udział w trzech zimowych uniwersjadach. Na każdej z nich zdobył brązowy medal w biegu sztafetowym. Doktoryzował się w 1978. W 1996 na Wydziale Wychowania Fizycznego Akademii Wychowania Fizycznego im. Bronisława Czecha w Krakowie na podstawie rozprawy Próba optymalizacji treningu sportowego biegaczy i biegaczek narciarskich uzyskał stopień doktora habilitowanego nauk o kulturze fizycznej (specjalność: teoria sportu).
W 1970 został pracownikiem naukowo-dydaktycznym Wyższej Szkoły Wychowania Fizycznego w Krakowie. Objął stanowisko profesora nadzwyczajnego i funkcję kierownika Katedry Teorii i Metodyki Sportów Zimowych na Wydziale Wychowania Fizycznego i Sportu tej uczelni. Został również zatrudniony w Instytucie Pedagogicznym Państwowej Wyższej Szkoły Zawodowej w Nowym Sączu oraz w Instytucie Geografii na Wydziale Geograficzno-Biologicznym Uniwersytetu Pedagogicznego im. Komisji Edukacji Narodowej w Krakowie. Był promotorem dysertacji doktorskiej biegaczki narciarskiej Justyny Kowalczyk.
Był trenerem w AZS Zakopane. Prowadził kadrę polskich biegaczek narciarskich (m.in. na igrzyskach olimpijskich w Grenoble w 1968 i Sapporo w 1972). Brał udział w przygotowaniach do igrzysk w Sarajewie w 1984 i jednocześnie trenował zawodników reprezentacji Jugosławii. Został członkiem Rady ds. Kształcenia i Doskonalenie Kadr przy Ministrze Sportu, Prezydium Małopolskiej Rady Olimpijskiej i Polskiej Akademii Olimpijskiej, a także przewodniczącym Zarządu Stowarzyszenia Absolwentów AWF Kraków.

## Odznaczenia
Przez prezydenta RP Aleksandra Kwaśniewskiego został odznaczony Złotym Krzyżem Zasługi (2000) i Krzyżem Kawalerskim Orderu Odrodzenia Polski (2005), natomiast Lech Kaczyński odznaczył go Krzyżem Oficerskim Orderu Odrodzenia Polski (2008).
Otrzymał wyróżnienie w kategorii promocja wartości fair play podczas 50. Konkursu Fair Play (za rok 2016), nagrodę World Fair Play Awards za karierę sportową i życie w duchu fair play (za rok 2016) i medal Kalos Kagathos (2023).